# Rainerio del Porrina
Rainerio del Porrina (Casole d'Elsa, 1240 circa – Casole d'Elsa, 24 dicembre 1312) è stato un vescovo cattolico italiano.

## Biografia
Ranieri o Rainerio del Porrina (o di Porrina), appartenne ad una potente famiglia feudale del medioevo, quella degli Aringhieri che, successivamente, fu conosciuta, almeno per un ramo, come del Porrina, probabilmente per il soprannome acquisito dal fratello Beltramo, illustre giurista del tempo. Pur avendo consacrato la sua vita alla vocazione sacerdotale, non mancò di sostenere la sua famiglia, difendendo la signoria di Casole d'Elsa, dallo strapotere della Repubblica di Siena.
Le notizie che riguardano questo personaggio, sono scarse e lacunose. Il suo comparire, spesso, negli avvenimenti più importanti della chiesa del suo tempo, fanno supporre che il suo ruolo sia stato più ampio e variegato. Non solo, quindi, quello che ci è stato tramandato dallo studioso cremonese Franco Tartardini, che lo identifica prevalentemente per la sua partecipazione nelle vicende medievali dell'ordine monastico dei Templari.

Fu canonico del Duomo di Volterra e successivamente cappellano presso la curia del Papa Caetani, Bonifacio VIII. Da quest'ultimo fu nominato vescovo di Cremona nel 1296.

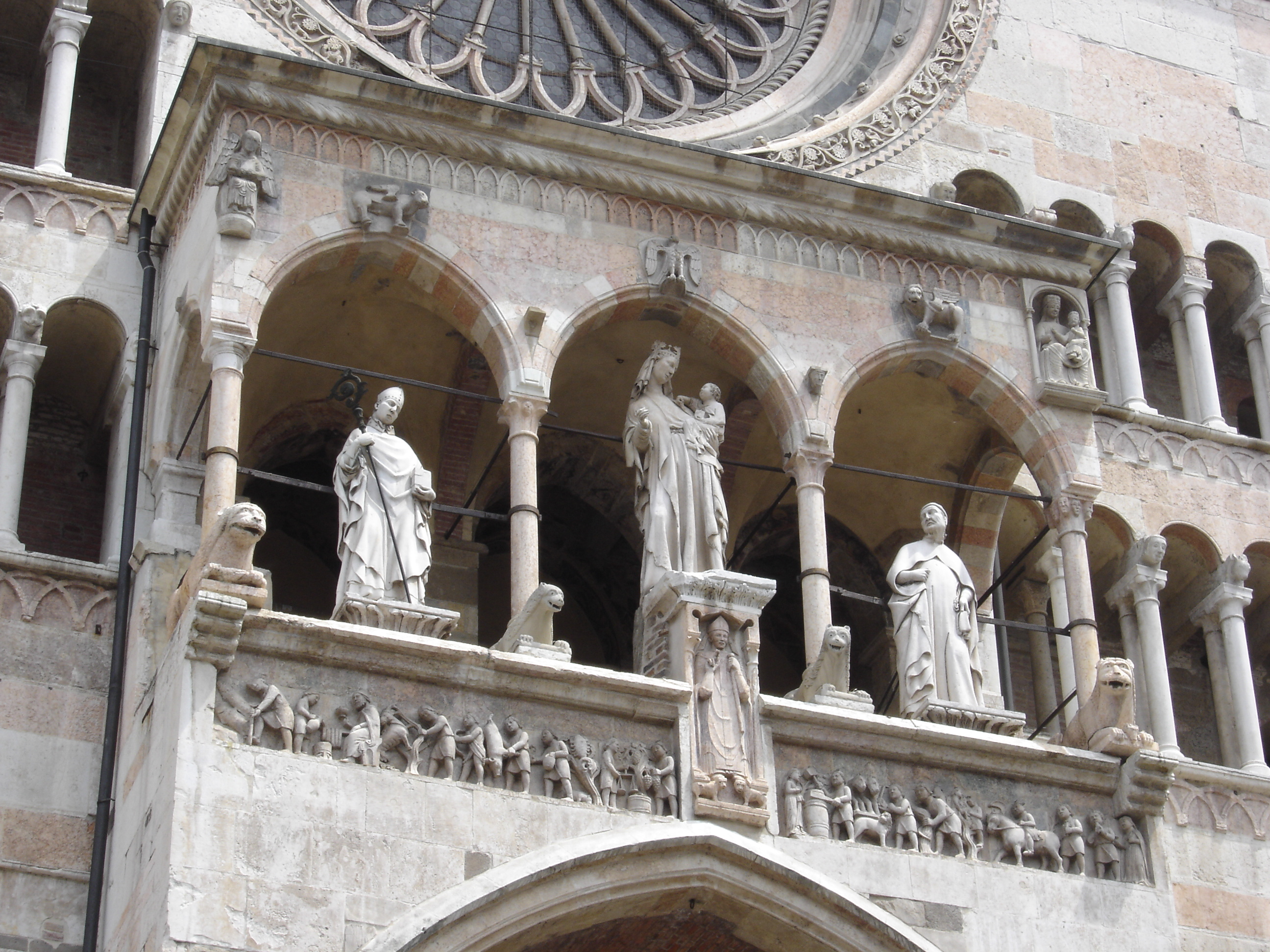
Le statue del protiro del duomo di Cremona, commissionate dal Porrina

 Molto stimato dal papa fu inviato a Cremona in sostituzione di Guiscardo Persico vescovo eletto dal collegio dei Canonici della diocesi. Questo atto, peraltro, non voluto dal Porrina, creò numerosi attriti con il clero locale.
Forse anche per questo motivo, la sua presenza, sul territorio, fu molto limitata e saltuaria e l'amministrazione fu curata, essenzialmente, da vicari generali di sua fiducia.
Nel febbraio del 1298 celebrò il primo sinodo di Cremona.
Da allora in poi, fu sempre altrove, diviso tra Casole d'Elsa, suo paese d'origine, ed i vari luoghi, dove gli impegni, assegnatigli dai pontefici, lo portavano.
Il periodo storico che interessò l'epoca della sua investitura, fu molto conflittuale. Erano al loro apice i contrasti tra Bonifacio VIII e Filippo IV di Francia, a cui si aggiunse la delicata vicenda dell'Ordine dei Templari. Uno dei loro monasteri, infatti, si trovava proprio a Cremona. Il Porrina, fedelissimo del papa, non nascose i suoi sentimenti antifrancesi e nel contempo si mostrò benevolo verso la causa dei Templari.
Successivamente al cosiddetto Oltraggio di Anagni, del quale Rainerio verosimilmente fu testimone, la sua posizione divenne delicata e dopo la morte del pontefice nel 1303, si trovò isolato, avendo perso, nel papa, il suo principale protettore. Negli anni che seguirono, tuttavia, seppe destreggiarsi, mantenendo intatte le sue prerogative.

Quando le pressioni del re francese, nei confronti dei Templari si fecero più acute, mantenne un atteggiamento risoluto in difesa dell'ordine. Papa Clemente V, costretto da Filippo IV, a condividerne le posizioni ostili ai Templari, dalla sua sede francese emise, nel 1308, la bolla Faciens misericordiam, con la quale nominava, anche in Italia, una commissione pontificia, ove insieme a Rinaldo da Concorezzo, arcivescovo di Ravenna, il domenicano fra Giovanni di Polo, arcivescovo di Pisa e Lottieri della Tosa, vescovo di Firenze, fu chiamato lo stesso Porrina, per indagare, sulle responsabilità dei cavalieri dell'ordine. In effetti però, le direttive, seppure non esplicite, invitavano ad eseguire una vera e propria inquisizione.

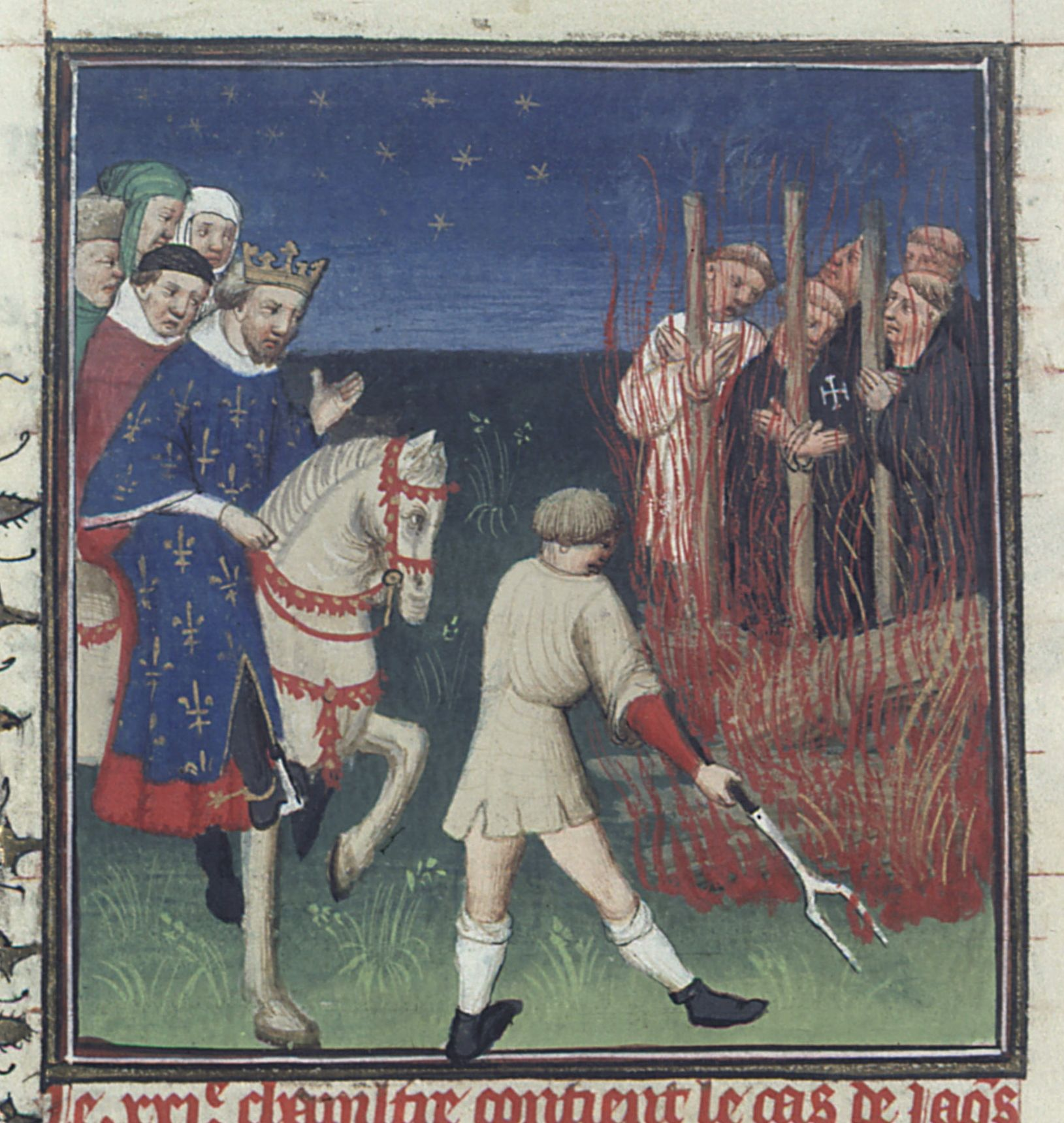
Filippo IV assiste al rogo dei Templari

 Non poté impedire l'arresto dei monaci, di stanza nella mansione (monastero) di Cremona, e la confisca dei beni.
Rainerio, fu impegnato in una lunga serie di missioni inquisitorie, sul territorio della penisola, spingendosi poi fino a Zara. Furono effettuate lunghe indagini e interrogatori, le cui verbalizzazioni furono poi mandate in Francia, presso la corte papale. Al contrario, però, di quanto avvenne altrove, lui e gli altri tre vescovi della commissione, che, si rammenta, erano stati tutti nominati da Bonifacio VIII, si rifiutarono, sempre, di usare lo strumento della tortura. Rainerio, nonostante le pressioni, in definitiva assunse un atteggiamento dilatorio, senza raccogliere alcuna prova sostanziale. In questa difficile controversia, alla fine, nel gennaio del 1309, Clemente V, con nuova bolla, Vox in excelso, dichiara i Templari «sospetti di eresia». Il Porrina insieme agli altri vescovi, riuniti nel giugno dello stesso anno, nel concilio provinciale a Ravenna, con una risposta coraggiosa, mentre da una parte con una deliberazione fece abolire l’uso della tortura, dall'altra insieme ai vescovi Rinaldo e Giovanni assolse, i Templari, già indagati singolarmente, riconoscendone l’innocenza. In questa ormai aspra contrapposizione, infine, il papa emise un'altra bolla, la Considerantes dudum, con la quale, in pratica, avocando a sé il giudizio finale sui dignitari dell'Ordine dei Templari, smentiva il Porrina e gli altri vescovi, costringendoli alla sottomissione.
Gli eventi, che seguirono, confinarono Rainiero in una scomoda posizione. Pur rimanendo Vescovo di Cremona, venne utilizzato per altri incarichi. Il più noto dei quali, riguardò la sottomissione di alcuni seguaci dell'eretico fra Dolcino da Novara che ancora esistevano, tra i monti del Ducato di Spoleto nello Stato della Chiesa.
Nel 1311, ormai avanti negli anni, partecipò al Concilio di Vienne. Insieme a Rinaldo di Concorezzo, fu espressione della corrente dei vescovi oppositori al papa, i quali negarono, ancora una volta, l'obbligo di obbedire, sempre e in tutto, alla volontà del papa, e, soprattutto, ribadirono la loro opposizione all'utilizzo della tortura.
Trascorse l'ultimo periodo della sua vita a Casole d'Elsa, dove continuò ad esercitare il suo impegno ecclesiastico. L'ultima sua disposizione ufficiale, riguarda un atto di giurisdizione vescovile nella diocesi di Cremona, di cui diede incarico, nel giardino di casa, al suo vicario generale fra Giovanni da San Geminiano, eremitano (agostiniano), il 12 luglio 1312. Dopo qualche mese, si spense, nel giorno della vigilia di Natale dello stesso anno.

## Rainerio e l'arte gotica

Maestà di Maestro degli Aringhieri

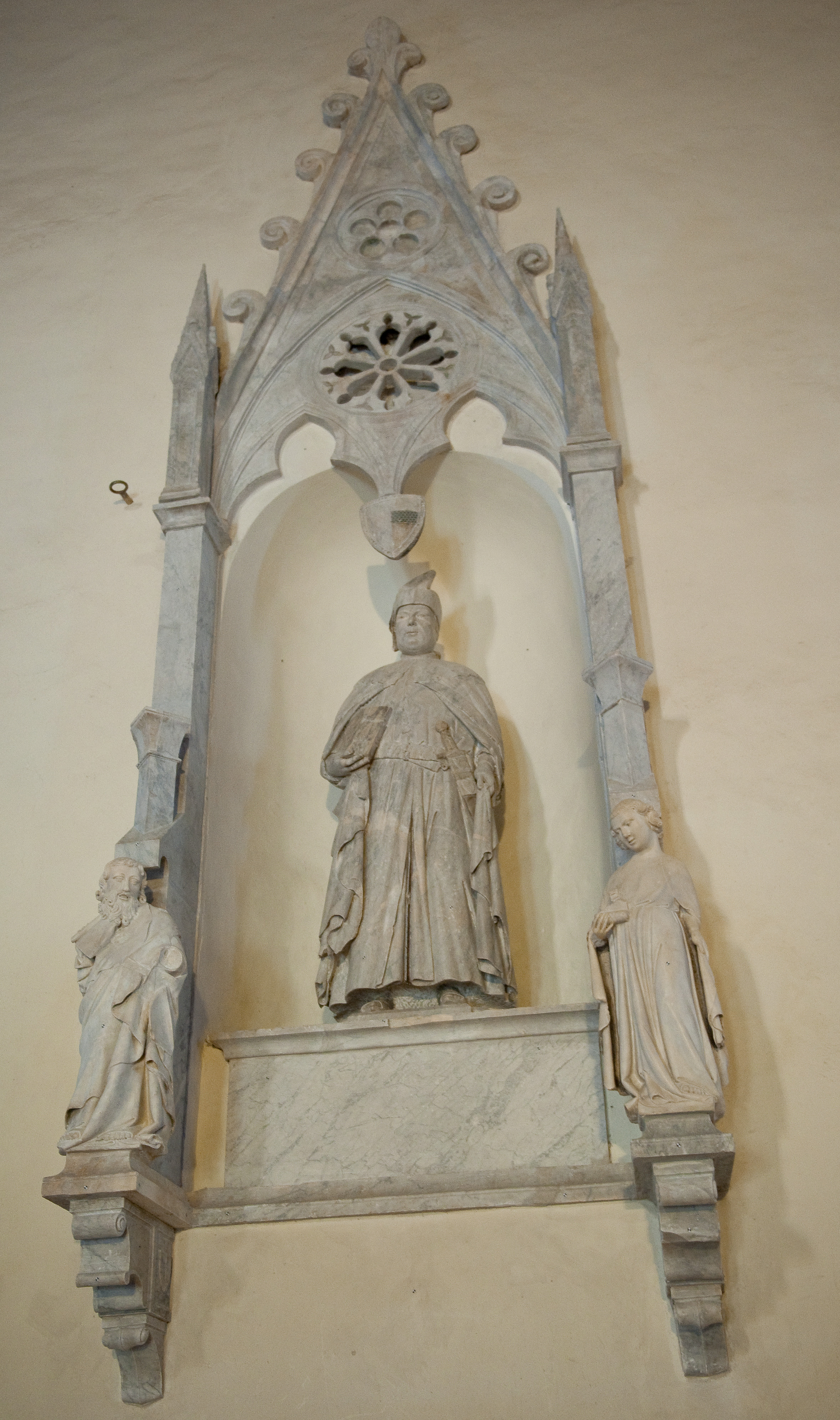
Cenotafio di Beltramo (Bernardino) del Porrina

Alla fine del XII secolo, periodo di grande splendore della famiglia Aringhieri, molte furono le opere commissionate ai maggiori artisti del tempo. In questo contesto il vescovo Raineiro, ebbe un suo ruolo. Gli artisti noti, che da lui furono incaricati di eseguire lavori, furono diversi. Un'opera pittorica, di grande pregio, si colloca nella Collegiata di Santa Maria Assunta a Casole d'Elsa. L'opera, raffigurante la Madonna in Maestà, fu commissionata, insieme al fratello Beltramo, ed è attribuita ad un artista senese della scuola di Duccio di Buoninsegna, conosciuto, poi, come Maestro degli Aringhieri. I due fratelli appaiono nell'opera come supplicanti e inginocchiati ai rispettivi lati della maestà.
Lo stesso busto marmoreo del vescovo Raineiro, che si conserva nella prepositura della Collegiata di Casole, è attribuito a Gano di Fazio, scultore del XIII secolo.
Più intenso, invece, fu il rapporto con lo scultore Marco Romano. Questi, probabilmente, aveva realizzato alcune opere, per la famiglia Aringhieri del Porrina, durante il suo soggiorno a Casole d'Elsa, prima del 1296, quando fu chiamato, dal prelato, a Cremona, per decorare il Duomo. Qui realizzò il protiro della facciata, con uno degli episodi più alti dell'apparato scultoreo della facciata, raffiguranti, al centro, la Madonna col Bambino con ai lati i compatroni cittadini, Sant’Imerio Vescovo e Sant’Omobono. Grazie a questo rapporto di reciproca stima, alla morte di Bernardino, fratello del prelato e più noto con il nome di Beltramo del Porrina, Raineiro chiamò nuovamente il Romano, a Casole, e fece realizzare, per il congiunto, il cenotafio, che risultò poi essere uno dei più significativi esempi della scultura gotica senese.